# Alexis Willem
Alexis Willem, né le 29 juillet 1839 à Auderghem, est un homme politique belge. 
Il était inscrit comme cultivateur à la ferme du Rouge-Cloître lorsqu’il fut appelé à exercer la charge d’échevin de 1887 à 1895. À ce moment-là, Auderghem comptait à peine 2 900 habitants dont seulement 261 électeurs.
Depuis le 8 juin 1955 la rue Alexis Willem à Auderghem porte son nom.
date de décès inconnue